# Maaminga rangi
Maaminga rangi är en stekelart som beskrevs av Early, Masner, Naumann och Austin 2001. Maaminga rangi ingår i släktet Maaminga och familjen Maamingidae. Inga underarter finns listade i Catalogue of Life.

## Bildgalleri

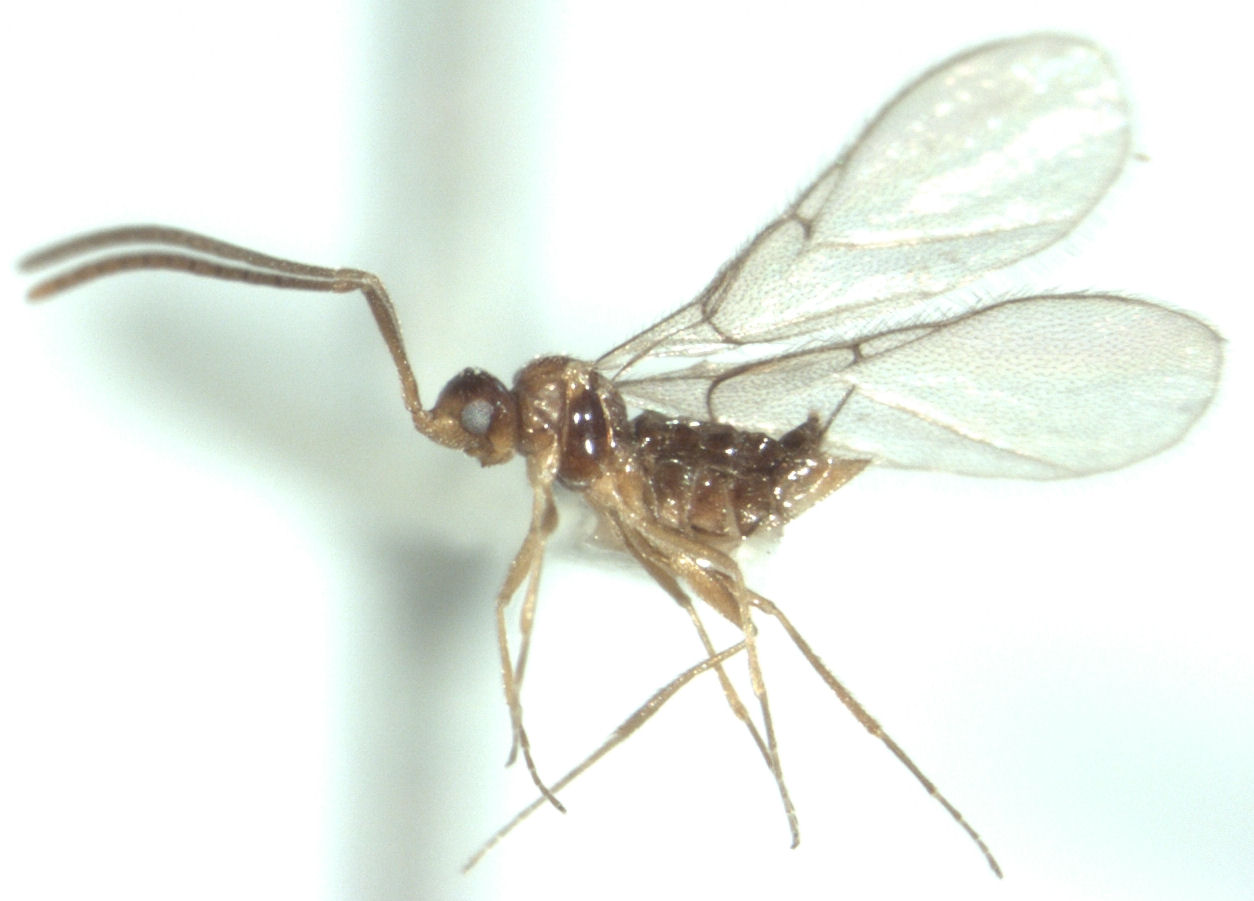